# أمبليكون

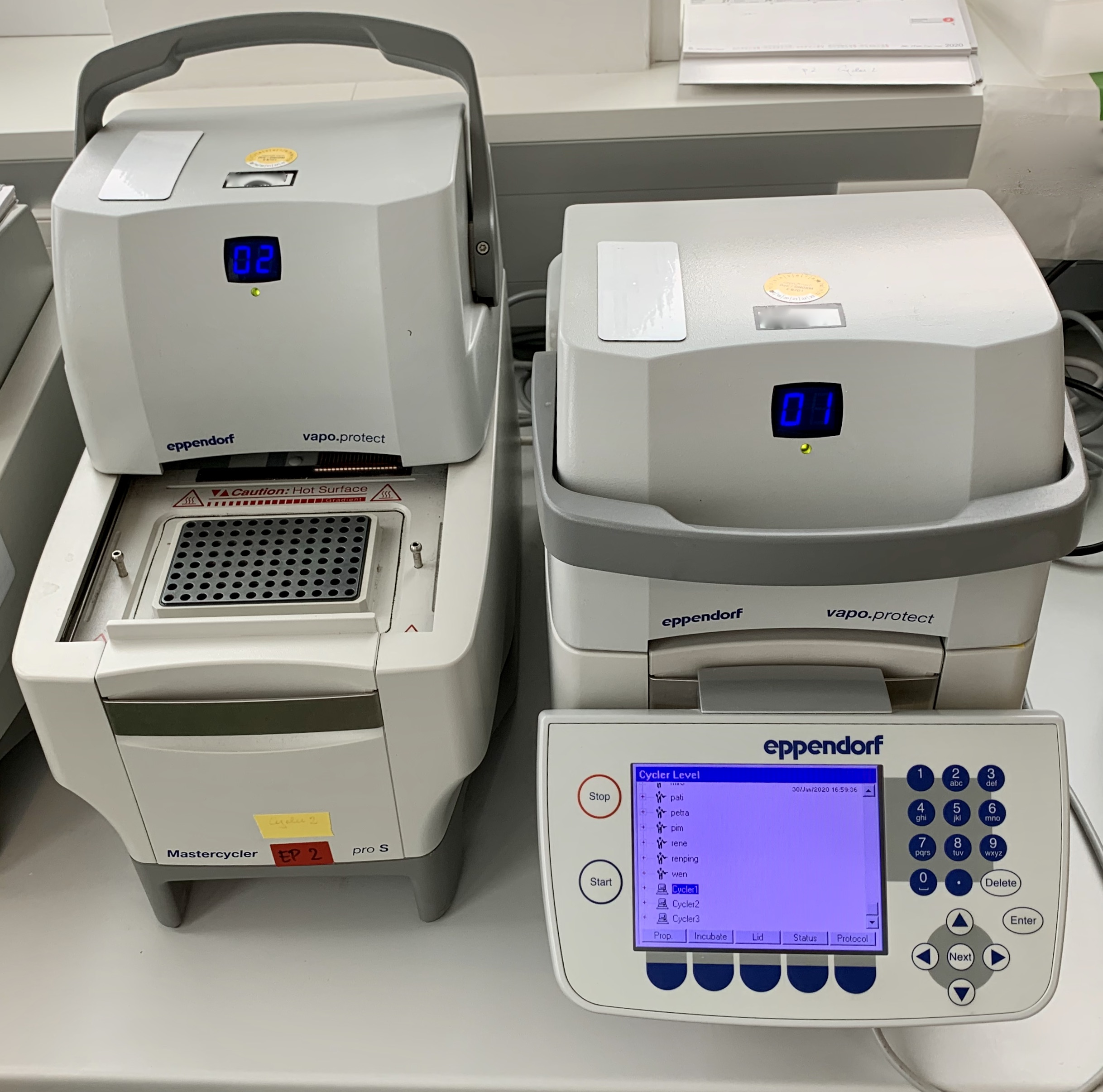

في علم الأحياء الجزيئي، يُعرف الامبليكون على أنه جزءً من الحمض النووي أو الحمض النووي الريبي الذي ينتج من عمليات التضاعف. ويمكن تكوينه بطريقة صناعية، باستخدام طرق مختلفة من ضمنها في ذلك تفاعلات سلسلة البوليميريز (PCR) أو تفاعلات سلسلة ligase (LCR)، أو بشكل طبيعي من خلال ازدواج الجينات. في هذا السياق، يشير التضخيم إلى إنتاج نسخة واحدة أو أكثر من جزء جيني أو تسلسل مستهدف، وتحديداً الأمبليكون. لأنه يشير إلى منتج تفاعل التضخيم، يستخدم amplicon بالتبادل مع المصطلحات المخبرية الشائعة، مثل «منتج PCR».